# Вахач

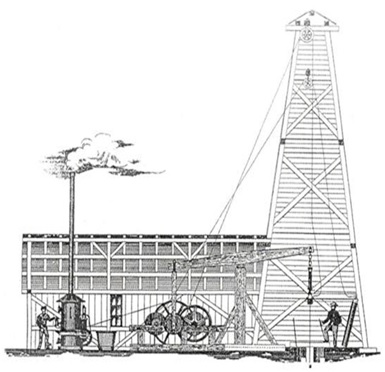
Буровий верстат, у якому для приводу «вахача» (на передньому плані) використано локомобіль

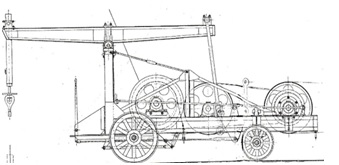
Мобільна польська бурова машина з вахачем. 1912 р.

Вахач — частина конструкції установки для ударного буріння з ручним або механізованим приводом.
Вахач — дерев'яна або інша балка, укріплена на стояку. На одному кінці вахача встановлювали систему елементів — «верстат», який складався з обкутих з обох кінців дерев'яних штанг, вантажу над долотом і долота. На іншому кінці «вахача» знаходилися рукоятки (держаки), які полегшували працю робітників. Для зменшення віддачі удару під час зворотного руху служив відбійник — балка, що вдаряла у задню частину «вахача» в кінці коливального руху. Пізніше цей «верстат» обладнали ножицями Фабіана, які оберігали штанги від ударів, а також механізмом, що надавав штангам обертовий рух. Для утримання напрямку долота було запроваджено «кондуктор». Над свердловиною встановлювали дерев'яну вежу — триногу. Через блок на вершині вежі протягували трос з «ложкою», за допомогою якої з вибою свердловини коловоротом піднімали вибурену породу.
У 1912 році у Глініку (Польща) було виготовлено першу бурову машину з «вахачем», яку можна було перевозити.